# Jardim Olímpia (Vila Sônia)
O Jardim Olímpia é um bairro da zona oeste da cidade de São Paulo, Brasil. Forma parte do distrito da cidade conhecido como Vila Sônia. Administrada pela Subprefeitura do Butantã. .
A área fica ao lado da Rodovia Raposo Tavares, do Parque Raposo Tavares e do Raposo Shopping . Nela se localiza a Praça Parque Jardim Olímpia, e a Sociedade Amigos do Jardim Olímpia.